# Кудрявцев, Никифор Лаврентьевич

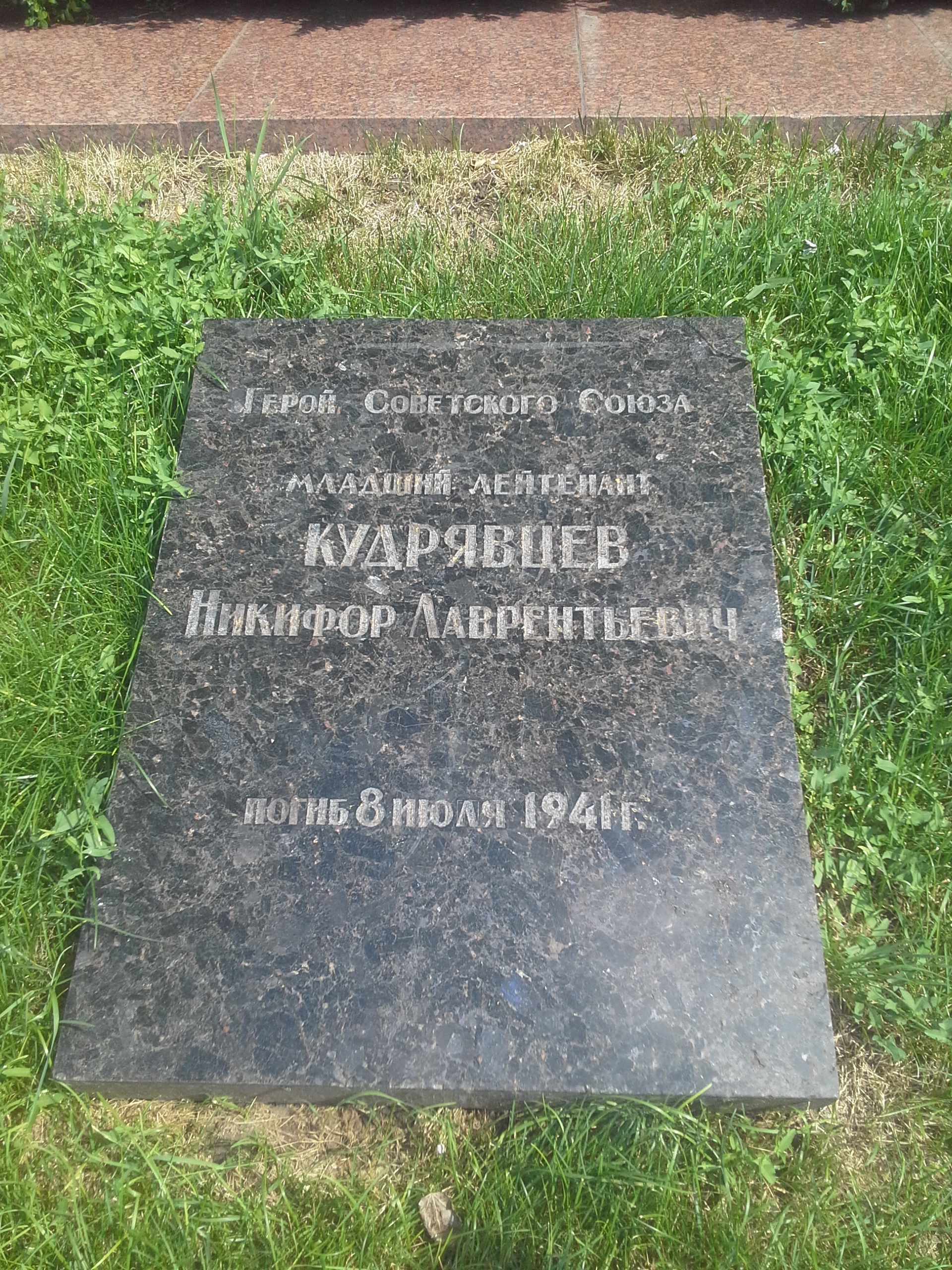
Могила Героя Советского Союза
Н. Л. Кудрявцева на Аллее Славы в Одессе

Ники́фор Лавре́нтьевич Кудря́вцев (1915—1941) — младший лейтенант Рабоче-крестьянской Красной Армии, участник Великой Отечественной войны, Герой Советского Союза (1941).

## Биография
Никифор Кудрявцев родился 15 апреля 1915 года в селе Плоское (ныне — Балтский район Одесской области, Украина). Украинец.
После окончания агрономического техникума работал сначала зоотехником, затем бухгалтером. В 1936—1938 годах проходил службу в Рабоче-крестьянской Красной Армии. В 1940 году Кудрявцев повторно был призван в армию. В том же году он окончил курсы усовершенствования командного состава. С первого дня Великой Отечественной войны — на её фронтах, командовал стрелковым взводом 90-го стрелкового полка 95-й стрелковой дивизии 9-й армии Южного фронта. Отличился во время оборонительных сражений в Молдавской ССР.
8 июля 1941 года взвод Кудрявцева атаковал немецкую пехотную роту у села Долна (ныне — Страшенского района, Молдова) и нанёс ей большие потери. В том бою Кудрявцев погиб.
Отдельным Указом Президиума Верховного Совета СССР «О присвоении звания Героя Советского Союза младшему лейтенанту Кудрявцеву Н. Л.» от 27 июля 1941 года за «образцовое выполнение боевых заданий командования на фронте борьбы с германским фашизмом и проявленные при этом отвагу и геройство» посмертно удостоен высокого звания Героя Советского Союза. Также посмертно был награждён орденом Ленина.
Похоронен на Аллее Славы в Одессе.